# Автомагістраль A8 (Польща)
Автомагістраль A8 (пол. Autostradowa Obwodnica Wrocławia, AOW) — польська автомагістраль з подвійною проїжджою частиною та трьома смугами руху в кожному напрямку між розв’язками Вроцлав-Південь та Вроцлав-Північ, а також двосмугова автомагістраль на ділянці Вроцлав-Північ – Вроцлав Псіє Поле. На ділянці: розв'язка Вроцлав-Південь - розв'язка Вроцлав Псіє Поле, протяжністю 22,4 км, позначена як автомагістраль A8. Це найкоротша автострада в Польщі. Довжина західної об’їзної дороги Вроцлава (Tyniec Mały – Wrocław Psie Pole), включаючи ділянку, позначену як швидкісна дорога S8, становить 26,8 км, а загальна протяжність, включаючи з’їзди, до існуючих національних доріг – 35,4 км.
Це єдина польська автострада, яка не має зон обслуговування пасажирів.

## Історія
Автомагістраль A8 вперше з'явилася в урядовому плані мережі автомагістралей і швидкісних доріг у вересні 1993 року з визначеним маршрутом (Варшава) Лодзь - Вроцлав - Болкув (Прага). В іншій постанові, виданій у 1996 році, A8 було представлено як маршрут Лодзь – Вроцлав (Прага). У 2001 році автомагістраль було значно скорочено до її теперішнього вигляду, тобто об’їзної дороги Вроцлава, водночас відмовившись від подальшої ділянки до польсько-чеського кордону. Ділянка Лодзь - Вроцлав була включена до швидкісної дороги S8.
- Спочатку деякі вузли в A8 планувалися іншої форми, ніж побудована[6]:
- Розв'язка Wrocław Północ - спроектована як конюшина, без сполучення з вулицями Суловська (DW359) і Жмігродська (DK5 E261) у Вроцлаві; була запланована нова подвійна проїзна дорога як продовження траси S5

Розв'язка Вроцлав Псіє Поле - спроектована як відгалуження; з'їзд і в'їзд на автомагістраль мали бути тільки з південно-західного напрямку.
Автомагістраль A8 перетинається чи з'єднується з такими автомагістралями та швидкісними дорогами:
- Єндриховиці, кордон ( Німеччина) – Корчова-Краківець, кордон ( Україна)
- Оструда – Вроцлав
- Клодзько – Білосток

Розв'язка А8 Вроцлав-Південний
Розв'язка А8 Вроцлав-Північ на перетині об'їзної дороги Вроцлава (A8 E67)